# Криспин, Энн Кэрол
Энн Кэрол Криспин (англ. Ann Carol Crispin; 5 апреля 1950, Стамфорд — 6 сентября 2013) — американский писатель-фантаст, автор двадцати трех опубликованных романов. Она написала несколько романов по мотивам «Звёздного пути», и создала свою оригинальную серию научной фантастики под названием «StarBridge».

## Карьера
Дебют состоялся в 1983 году. Два из её романов о «Звёздном пути», «Сын вчерашнего дня» и «Time for Yesterday» являются прямыми сиквелами к эпизоду из оригинального сериала. Первый роман был в «Списке бестселлеров по версии The New York Times». Её дальнейшие работы по «Звёздному пути» включают роман «Сарек», действие которого происходит после «Звёздного пути 6».
Наиболее известное произведение Энн о «Звёздных войнах» — «Трилогия Хана Соло», в котором описывается жизнь Хана Соло перед событиями фильма «Звёздные войны. Эпизод IV: Новая надежда». Однако, её первыми работами о «Звездных войнах» были два коротких рассказа, написанных для сборников Кевина Андерсона. Также она поучаствовала в написании «Историй Зорро» писателя Ричарда Старра.
Энн Криспин была восточным региональным директором, а впоследствии и вице-президентом SFWA. Вместе с Викторией Штраусс в 1998 году основала группу «Писатель, берегись» (англ. Writer Beware), принадлежащую SFWA и помогавшую правоохранительным органам и гражданским властям в отслеживании и закрытии письменных мошенников.
В апреле 2010 она закончила трёхлетний проект для компании «Дисней» — роман «Пираты Карибского моря: Цена свободы», приквел к оригинальной серии.